# Nikolaus Reinstädtler
Nikolaus Reinstädtler (* 4. August 1880 in Schaffhausen; † 20. Dezember 1945) war Oberbürgermeister der Stadt Zerbst.

## Leben
Nach der Eroberung der Stadt Zerbst durch amerikanische Truppen im Jahre 1945, wurde Reinstädtler als Oberbürgermeister eingesetzt, nachdem sein Vorgänger Helmut Abendroth seines Amtes enthoben wurde. Das Amt des Oberbürgermeisters legte er aber schon am 1. Oktober desselben Jahres nieder. Am 20. Dezember verstarb er und wurde im Heidetorfriedhof begraben.